# Andreas Mand
Andreas Mand (* 14. Dezember 1959 in Duisburg) ist ein deutscher Schriftsteller zeitgenössischer Literatur, Bühnenautor und Sänger.

## Leben
Andreas Mand wurde als Sohn eines Pfarrers geboren. Er besuchte das Fichte-Gymnasium Krefeld, studierte hernach Medienwissenschaften an der Universität Osnabrück und schloss mit dem Magistergrad ab. Danach lebte er längere Zeit in Berlin und in Minden.

## Werk
Andreas Mand veröffentlichte 1982 sein erstes Buch „Haut ab. Ein Schulaufsatz“. Seine späteren Werke sind größtenteils Romane, wobei die Gattungsbezeichnung stets locker interpretiert ist. Der (Anti-)Held des Debüts, Paul Schade, steht auch im Mittelpunkt weiterer Bücher, in Reihenfolge der Handlungszeit etwa: „Kleinstadthelden“ (1996), „Das rote Schiff“ (1994), „Paul und die Beatmaschine“ (2006) und „Vaterkind“ (2001).
Die Hauptpersonen der unvollendeten Serie sind Jugendliche und junge Erwachsene. Während der Entstehungszeit zählte Mand noch selbst zu dieser Altersgruppe und vermied auch später jede pädagogische Note.
Die Romane Mands erschienen größtenteils in unabhängigen Verlagen. Details der abenteuerlichen Publikationsgeschichte lassen sich teilweise ihnen selbst entnehmen.
Bekannt wurde Mand mit seinem Kindheits-Roman „Grovers Erfindung“ (1990), später erweitert um „Grover am See“ (1992). „Der Traum des Konditors“ (1992) ist eine aus historischem Quellenmaterial montierte, dennoch romanhafte Studie über einen Rezitator. „Innere Unruhen“ (1984), „Peng. Filmerzählung“ (1994) und „Schlechtenachtgeschichte“ (2005) sind experimentelle Bücher.
In der Zeit von 1984 bis 1989 interpretierte er als Sänger in seiner Band eigene Texte und veröffentlichte 2007 davon unter dem Titel Eine kleine Feile eine Demo-CD mit Popmusik.

## Werke

### Romane
- Haut ab. Ein Schulaufsatz. Nemo Press, Hamburg 1982, ISBN 3-922513-09-3.
- Innere Unruhen. Roman. Kellner-Verlag, Hamburg 1984, ISBN 3-922035-27-2.
- Grovers Erfindung. Roman. Maro-Verlag, Augsburg 1990, ISBN 3-612-65032-7.
- Grover am See. Roman. 2. Aufl. MaroVerlag, Augsburg 1993, ISBN 3-87512-213-5.
- Der Traum des Konditors. Unabhängige Verlagsbuchhandlung, Berlin 1992, ISBN 3-86172-029-9.
- Peng. Filmerzählung. Edition Solitude, Stuttgart 1994, ISBN 3-929085-13-5.
- Das rote Schiff. Roman. MaroVerlag, Augsburg 1994, ISBN 3-87512-225-9.
- Kleinstadthelden. Roman. Ammann Verlag, Zürich 1996, ISBN 3-250-10292-X.
- Das Große Grover Buch. Roman. Ammann Verlag, Zürich 1998, ISBN 3-250-60016-4.
- Vaterkind. Roman. Residenz-Verlag, Salzburg 2001, ISBN 3-7017-1262-X.
- Schlechtenachtgeschichte. Roman. MaroVerlag, Augsburg 2005, ISBN 3-87512-272-0.
- Paul und die Beatmaschine. Roman. MaroVerlag, Augsburg 2006, ISBN 978-3-87512-278-7.
- Der zweite Garten, MaroVerlag, Augsburg 2015, ISBN 978-3-87512-471-2.[4]

### Kurzgeschichten und Essays
- Fairport Convention in: Rock Stories: fünfzig kurze Geschichten über Musik und was sie einem bedeutet (hat),[5]
Verlag Langen Müller, 2009, ISBN 978-3-7844-3195-6.
- Essay in: Frank Schäfer (Hrsg.): Rumba mit den Rumsäufern, Oktoberverlag, Münster 2011, ISBN 978-3-941895-14-0.[6]
- Kurzgeschichte in:  Hyde Park-Memories. Ein Osnabrücker Musikclub und seine Geschichte(n)[7], Harald Keller/Reiner Wolf, Oktoberverlag Münster, 2011, ISBN 978-3-941895-16-4.

### CD, MC
- Eine kleine Feile. Demos 1984–1989. (Text und Gesang: Andreas Mand) MaroVerlag, Augsburg 2007, ISBN 978-3-87512-906-9.
- Siebenkäs-Lieder, nach dem Roman Siebenkäs des deutschen Schriftstellers Jean Paul, Demofassung, 1998, 2 MC[8]

### Schauspiele
- Das Grover Spiel. Proberaum Ewigkeit. Schauspiele. MaroVerlag, Augsburg 2010, ISBN 978-3-87512-289-3.

## Ehrungen
- 1992 Niederrheinischer Literaturpreis
- 1996 nominiert für den Ingeborg-Bachmann-Preis[9]
- 1998 Schöppinger Stipendiat[10]
- 2000 Stadtschreiber in Minden (Literaturpreis, heute Candide-Preis)[11]